# 赭皮隆背鰩
赭皮隆背鰩（學名：Notoraja ochroderma），為軟骨魚綱鰩目單鰭鰩科隆背鰩屬的一種，分布於中西太平洋澳洲東北部海域，深度可達450公尺，體長可達37公分，棲息在大陸坡海域，為深海底棲性魚類，屬肉食性，以底棲性無脊椎動物為食，卵生, 生活習性不明。